# Union sportive vizilloise rugby
Maillots
L’Union sportive vizilloise rugby (ou US Vizille) basée à Vizille, dans l'Isère, est un club français de rugby fondé en 1902. Le club figure parmi les plus anciens de la région.

## Historique

### L'ascension vers les plus hauts niveaux nationaux

#### Montée en troisième division (1959)
Le club monte en troisième division après avoir battu Rodez 3-0 lors du match décisif.
Il est ensuite éliminé par les Catalans de Pézilla 17-6 en demi-finale.

#### Montée en deuxième division (1960)
L'US Vizille monte pour la première fois en deuxième division après avoir éliminé ses voisins de Voiron 11-9 en quart de finale. Il est éliminé au tour suivant par Pézenas.
Les sang et or effectuent de bonne saisons en deuxième division, disputant notamment un seizième de finale contre Saint-Junien la saison suivante.

#### Remontée en deuxième division (1973)
Vizille remonte en deuxième division après avoir battu Millau en huitième de finale.
Il est ensuite battu en quart de finale par les Basques d'Anglet.
Il effectue de bonnes saisons en deuxième division, se qualifiant pour les 32e de finale en 1975 contre Nîmes.
Il est alors battu 17-3 contre les Gardois.

#### Remontée en deuxième division (1980)
Le club remonte en deuxième division en 198O grâce à un match nul 7-7 contre Le Las mais la pénalité des Isérois prévaut sur le drop des Varois. Au tour suivant, en huitième de finale, Vizille est éliminé par Saint-Gaudens, large vainqueur par 28 à 3.

#### Descente en Honneur (1989) et remontée en troisième division (1992)
Vizille descend en honneur mais remonte en troisième division en 1992 après avoir acquis le titre de champion des Alpes. En championnat de France, il élimine Vendres sur tapis vert avant d'être sorti au tour suivant.

### Le deuxième âge d'or

#### Montée en deuxième division (1996)
Sous la présidence de Jean-Claude Beyle, Vizille monte en deuxième division après une victoire 15-9 contre Carqueiranne sur le terrain de Digne dans un match émaillé de plusieurs incidents.

#### Montée en National 1 (2000)
Vizille monte en National 1, l'ancêtre de l'actuelle Fédérale 1 après une victoire 21-14 contre le Stade nantais.

## Palmarès
- Championnat des Alpes Honneur
  - Champion : 1957, 2023
- Championnat des Alpes réserves Honneur
  - Champion : 2016, 2023
- Championnat des Alpes 4ème série
  - Champion : 1939
- Challenge des Provinces Juniors C (Coupe C)
  - Vainqueur : 1993

## Joueurs emblématiques
- Jean-Jacques Grand
- Stéphane Weller (international français avec 4 sélections)